# Por esos ojos
Por esos ojos es una película documental uruguaya-francesa dirigida por Gonzalo Arijón y Virginia Martínez y producida por France 2-Point du Jour (Tele Europe), en colaboración con TV Ciudad (Montevideo).

## Sinopsis
El documental relata la búsqueda que ha venido realizando María Esther Gatti de Islas para encontrar a su nieta Mariana Zaffaroni Islas, secuestrada en el Partido de Vicente López de la Provincia de Buenos Aires en 1976 durante la dictadura militar llamada Proceso de Reorganización Nacional (1976-1983).
Fue secuestrada junto con sus padres, los militantes uruguayos Jorge Roberto Zaffaroni Castilla y María Emilia Islas Gatti, quienes aún permanecen desaparecidos y Mariana tenía entonces dieciocho meses de edad.
A la vuelta de la democracia en 1983, las Abuelas de Plaza de Mayo reforzaron la campaña de fotografías de sus hijas/os, nietos/as desaparecidos durante la dictadura. En ese momento comenzó a circular una foto en donde destacan los ojos y la mirada de Mariana.

## Datos técnicos[5][1]
- Origen: Uruguay-Francia
- Duración original: 61 min.
- Director: Gonzalo Arijón y Virginia Martínez
- Guion: Gonzalo Arijón y Virginia Martínez
- Productor:  Point du Jour, TV Ciudad
- Fotografía:  Pascal Soutra Fourcade
- Escenografía:
- Vestuario:
- Música: Juan José Mosalini
- Montaje:  Laure Mazé
- Sonido:

## Premios y nominaciones[6]
- Premio Coral en el Festival de La Habana (1997)
- Tercer Premio en el Festival Internacional de Televisión de Montecarlo (1998)
- Mención Especial en el 16.º Festival Internacional de Cine de Montevideo (1998)
- Mejor documental en el Festival Midia de Madrid (1998)